# Pristotis
Pristotis è un genere di pesci marini appartenenti alla famiglia Pomacentridae e alla sottofamiglia Pomacentrinae.

## Distribuzione e habitat
Sono diffusi nell'Indo-Pacifico tropicale.
Sono meno strettamente legati alle barriere coralline rispetto alla maggioranza degli altri Pomacentridae indopacifici e si possono trovare anche su fondali di sabbia o fango del piano circalitorale superiore fino a 80 metri di profondità. I giovanili possono ritrovarsi negli estuari.

## Descrizione
P. obtusirostris raggiunge i 14 cm di lunghezza. 

## Biologia
A differenza di quasi tutti gli altri membri della famiglia fuggono di fronte ai predatori anziché nascondersi in anfratti o tra i coralli.

## Tassonomia
Il genere comprende 2 specie:
- Pristotis cyanostigma
- Pristotis obtusirostris